# ナトリウム層
ナトリウム層（ナトリウムそう）とは、地球の大気の中間圏に存在する、化学結合しておらず電気的に中性なナトリウムの原子を含んだ部分のことである。

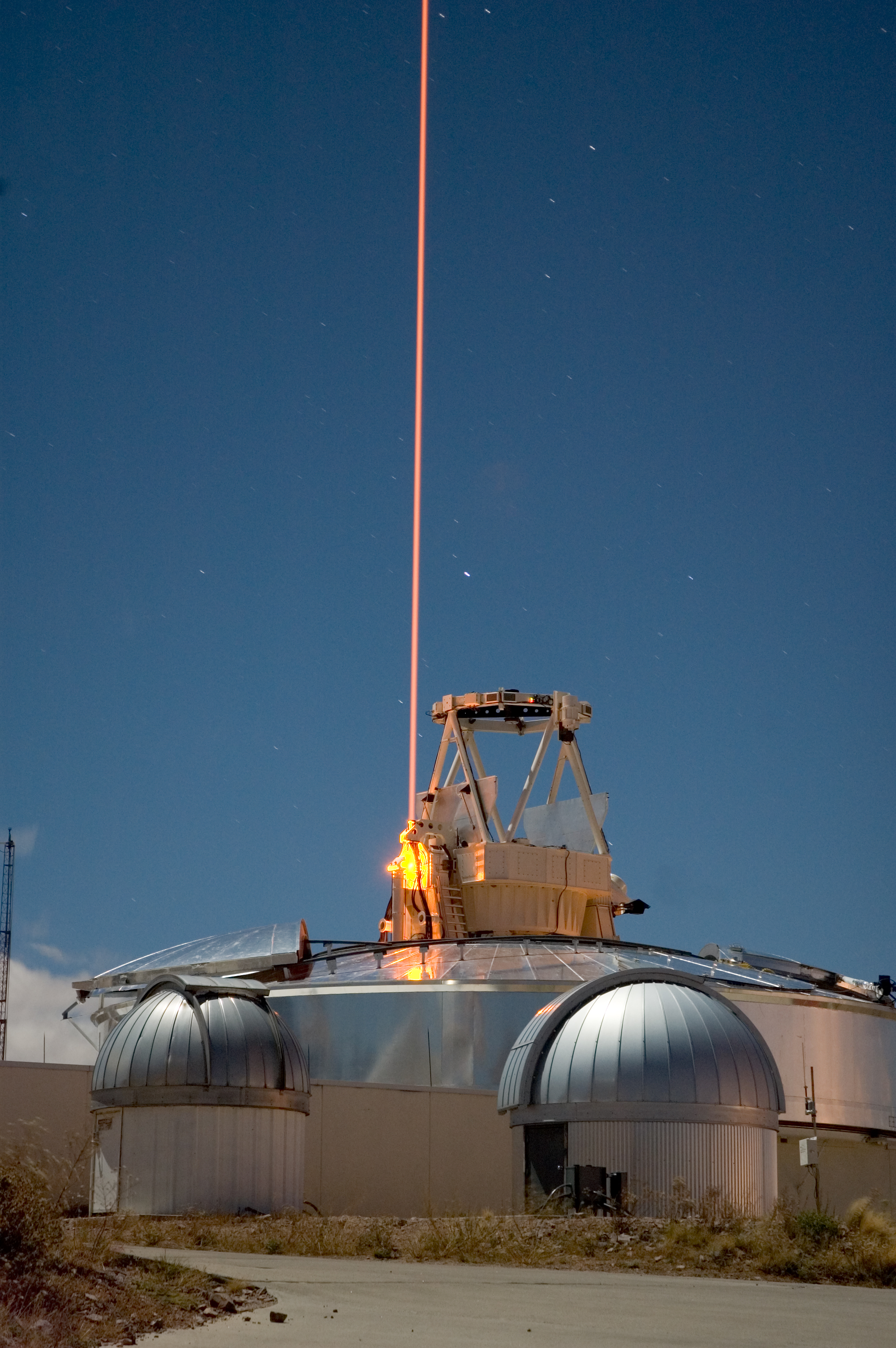
en:Starfire Optical Range で LIDAR のために使われている en:FASOR。レーザーガイド星の設備はナトリウムD2a線に設定され、上層大気のナトリウム原子を励起する。

この層はふつう高度 80 から 105 km の間に存在し、5 km ほどの厚みを持つ。この層のナトリウム原子は隕石の蒸発（アブレーション）に由来する。この層より低高度の大気中にあるナトリウム原子は通常酸化ナトリウムのような化合物になってしまい、より上層では電離していることが多い。
ナトリウムの濃度は季節によって変動する。ナトリウム原子の平均柱密度はだいたい 40 億個 / cm2 である
。
この層のナトリウム原子は一般には励起しており、波長 589 nm 付近の光を弱く放射している。この波長はスペクトルの中では黄色に相当する。この放射の波長帯はナトリウムD線として知られている。この放射のことを大気光と言う。
ナトリウム層は天文学者たちにとって、上層大気に人工のレーザーガイド星を作るのに役立っている。レーザーガイド星は、補償光学によって大気の揺らぎを打ち消すのに使われる。これによって、光学望遠鏡はその解像度の理論的限界により近い性能を出せるようになった。
ナトリウム層の最初の発見はアメリカ人の天文学者のヴェスト・スライファーによって 1929 年になされた。1939 年にはイギリス系アメリカ人の地球物理学者のシドニー・チャップマンが、大気光を説明するための化学反応周期の理論を提案した。